# Begonia aberrans
Begonia aberrans es una especie de planta de la familia Begoniaceae. Esta begonia es originaria de Sumatra en Malasia. La especie pertenece a la sección Bracteibegonia; fue descrita en 1954 por el botánico alemán Edgar Irmscher (1887-1968; curador del Instituto de Botánica General de la Universidad de Hamburgo). El epíteto específico es aberrans que significa «se desvía o se aparta» en idioma Latín.